# Telişli
Telişli è un comune dell'Azerbaigian situato nel distretto di İmişli. Conta una popolazione di 789 abitanti.